# Magyar hadtörténet a hidegháború idején
A második világháború után a vesztesek közé tartozó Magyarország a Szovjetunió érdekszférájába került. Sztálin elkerülhetetlennek tartotta a harmadik világháború közeli kitörését, ezért Magyarországot is erejét messze meghaladó fegyverkezésre és hadseregfejlesztésre kényszerítette. 1950 és 1953 között Jugoszlávia volt a fő potenciális ellenség. 1953-tól, Sztálin halála nyomán, valamint a súlyos magyar gazdasági nehézségek miatt csökkentették a hadsereg létszámát, a fegyverkezés ütemét. 1955-ben szovjet vezetéssel létrejött a Varsói Szerződés szervezete.
1956-ban a szovjet csapatok leverték a magyarországi forradalmat. Az 1960-as években a szovjet katonai doktrína megváltozott, előtérbe került a nukleáris fegyverek alkalmazása. Magyarországon is jelentős számban tároltak bevetésre kész nukleáris fegyvereket. Több nagyszabású hadgyakorlatra is sor került ebben a szellemben. Az 1980-as évek végére világossá vált, hogy a hidegháború szemben álló felei által felhalmozott hatalmas mennyiségű nukleáris fegyver már nem szolgálhat értelmes katonai célokat. A hidegháborús fegyverkezési hajsza, különösen az amerikai „csillagháborús” tervekre keresett válasz végleg kimerítette a Szovjetunió gazdasági erőforrásait, ami a rendszerváltáshoz vezetett ott és az úgynevezett „szocialista tábor” többi országában is.

## A második világháború utáni sztálini katonai doktrína
A második világháború után a vesztesek közé tartozó Magyarország a Szovjetunió érdekszférájába került, elsősorban azért, mert területét – Kelet-Közép-Európa túlnyomó részével együtt – a szovjet hadsereg foglalta el. A szovjet politikai és katonai vezetés elsőrendű feladatának az új európai status quo megszilárdítását tartotta, és ennek megfelelően fejlesztette ki katonai doktrínáját. Mintegy ezer kilométer mélységű előretolt védelmi, azaz ütközési övezetet hozott létre határaitól nyugatra. Az 1947-48-ban megkötött „barátsági, együttműködési és kölcsönös segítségnyújtási” egyezményekkel az elfoglalt, a fasizmus alól felszabadított majd megszállva tartott országokat a Szovjetunió stratégiai céljai elfogadására és támogatására kényszerítette.
Sztálin a második világháború után meg volt győződve a következő, harmadik világháború elkerülhetetlenségéről. A szovjet stratégák arra számítottak, hogy a következő háború végső eredménye, hosszú küzdelem után, a Szovjetunió győzelme lesz. Úgy értékelték, hogy ebben a háborúban a szárazföldi haderőnek, ezen belül is elsősorban a harckocsi- és a tábori tüzércsapatoknak lesz meghatározó szerepük, a harc fő terepe pedig Európa lesz. Ennek megfelelően Sztálin úgy döntött, hogy az 1945-re kifejlődött szovjet háborús potenciált, benne a 12,5 millió fegyverben álló katonával, nem csökkenti jelentős mértékben.
A Szovjetunió 1949-ben robbantotta fel első atombombáját, de a katonai doktrínájában egyelőre nem számolt a nukleáris fegyverek harctéri alkalmazásával. Az atombombát – az Egyesült Államok által felrobbantott két ilyen töltethez hasonlóan – az ellenség hátországi céljai, fővárosai, ipari központjai elleni eszköznek tekintette. A koreai háború után, annak tapasztalatai felhasználásával, majd a harctéri nukleáris fegyverek megjelenésével került sor aztán a szovjet katonai doktrína továbbfejlesztésére az 50-es évek derekán.

## Magyarország a Jugoszlávia ellen tervezett háború frontvonalában
1949 novemberéig Magyarország számára a szovjet stratégák a fő ellenségként az Egyesült Államokat és európai szövetségeseit jelölték meg, bár konkrét hadműveleti tervek ebben az időben még nem készültek. A szovjet-jugoszláv viszony gyors romlásával azonban Magyarország egy sokkal közelebbi lehetséges konfliktus homlokterébe került. A tekintélyes katonai erőt képviselő jugoszláv haderővel szemben megkezdődött a Magyar Honvédség felkészítése egy onnan induló támadás kivédésére. Hozzáláttak a jugoszláv határ műszaki megerősítéséhez és elaknásításához. A teljes védelmi rendszert 600 km hosszúságban 100–160 km mélységűre tervezték. Az 1950 és 1955 között elvégzett munkák költsége 6,3 milliárd akkori forint volt, azaz az első ötéves terv összes beruházásának 22,5%-át tette ki. Összehasonlításképpen a honvédelmi tárca teljes költségvetése 1951-ben 5,2 milliárd forint volt.
A szovjet hadműveleti tervek ebben az időben abból a feltételezésből indultak ki, hogy az „imperialista tábor” Jugoszláviával együtt indít majd támadást a szocialista országok ellen, ezt védelmi hadműveletekkel kell elhárítani, majd ellentámadásba kell átmenni. A magyar vezérkar Hadműveleti Csoportfőnökségének 1950-ben készített tervei szerint az ellentámadás során elérendő célpontok délen Belgrád, Olaszország irányában Trieszt és Milánó, nyugaton München voltak. A háborús mozgósítási tervek szerint a honvédség kezdeti létszáma elérte volna a 435 ezer főt. Háború esetén 3 magyar hadsereg, összesen 30 hadosztály felállításával számoltak, azzal, hogy a honvédség keretébe összesen 850 ezer embert lehet mozgósítani, illetve végszükség esetén 1 millió fős hadsereg is megszervezhető.
A Jugoszlávia elleni támadási tervek szerint két magyar hadsereg, két szovjet hadsereggel egy Déli Front keretében a főcsapást Erdővég (Vukovár és Bánmonostor között átkelve a Dunán), a kisegítő csapást Kishegyes irányában hajtotta volna végre. Ezzel egyidejűleg román és bolgár szövetségesek keletről támadtak volna az ottani szovjet csapatokkal együtt. E tervekhez illeszkedően rendezett több hadgyakorlatot a magyar hadvezetés 1952 során.
A „jugoszláv konfliktus” csak a magyar hadvezetés körében szedett áldozatokat, mivel a Rajk László és társai elleni per mellékpereiben elítélték és kivégezték Pálffy György altábornagyot, Korondi Béla és Németh Dezső ezredeseket, majd egy évvel később Sólyom László és Illy Gusztáv altábornagyokat, Beleznay István, Merényi Gusztáv, Porffy György és Révay Kálmán vezérőrnagyokat.

## A honvédség fejlesztési programjai 1947-53
A magyar hadsereg fejlesztési ütemét alapvetően határozták meg a szovjet katonai vezetés stratégiai elképzelései és igényei. A Magyar Kommunista Párt Katonai Bizottságának 1947 őszi tervei szerint a magyar haderő 1952-re érte volna el a párizsi békeszerződések által engedélyezett létszám felső határát. Ezután azonban szinte félévente fogalmazódtak meg új, a fejlesztést gyorsító és radikálisan megnövelt célokat kitűző tervek, amelyek végrehajtása óriási anyagi terheket jelentett az országnak. A fegyveres erők és testületek a nemzeti jövedelemből 1950-ben 13,9%-ot, 1951-ben 15,2%-ot, 1952-ben 25,5%-ot és 1953-ban is még 24,3%-ot kaptak.
A tisztek létszáma 1950 és 1953 között meghatszorozódott. Illetményük alig haladta meg a kor szakmunkás átlagbérét. A hadseregben minden téren szolgai módon másolták a szovjet modellt, szokásokat, nem utolsósorban a szovjet tanácsadók (a katonai zsargonban „tadók”) révén. Ebben az időszakban a magyar hadseregben összesen 153 szovjet tanácsadó volt, alezredestől altábornagyi rendfokozatig. A tanácsadók azonban nagy tapasztalataik révén sikeresen hozzá is tudtak járulni a magyar katonák számára ismeretlen hadseregfejlesztési feladatok, gyakorlati problémák megoldásához.
Magyarország gazdasági életében egyre fokozódó nehézségeket okozott ― az egyéb végletekig eltúlzott beruházások mellett ― a hadsereg erőltetett ütemű fejlesztése. 1950-ben az ország összes költségvetési kiadásainak mintegy 20 százalékát fordította a honvédségre. 1952-ben a hadsereg létszáma túlhaladta a 200 000 főt (továbbá 40000 polgári alkalmazottat is foglalkoztattak). Az 1951-ben Magyar Néphadseregre átnevezett magyar haderő létszáma 1953 január 1-re már elérte a 210 000 főt, a tiszti állomány csaknem 30 000 főt tett ki.
A gazdasági nehézségek politikai válsághoz vezettek, ennek nyomán Nagy Imre lett a miniszterelnök. 1953 őszén hosszú vajúdás után gazdasági kiigazítás indult be, amelynek keretében ― más beruházások visszafogása mellett ― a hadsereg létszámát és költségvetését is jelentősen csökkentették.

## A szovjet csapatok Magyarországon maradása, a Varsói Szerződés megalakítása
A párizsi békeszerződés értelmében a Szovjetunió jogot kapott arra, hogy az Ausztriában a nyugati szövetségesekkel együtt megszálló feladatokat ellátó csapatai összeköttetésének biztosítására Magyarországon is csapatokat állomásoztasson. Az Ausztriában állomásozó négy szovjet hadosztály mellett azonban Magyarországon is a szükségesnél jóval nagyobb létszámot, ugyancsak körülbelül négy hadosztályt állomásoztattak. A szovjet haderő fő bázisai Magyarországon Debrecen, Szolnok, Kecskemét, Cegléd, Tököl, Székesfehérvár, Hajmáskér, Pápa (település), Komárom (Magyarország), Győr, Körmend és Szombathely térségében voltak. Az osztrák államszerződés aláírása után a szovjet csapatokat kivonták Ausztriából, ezért magyarországi tartózkodásuk is okafogyottá vált. Kivonásukról azonban szó sem volt, sőt az Ausztriából távozó szovjet csapatok egy részét is Magyarországon helyezték el.
A szinte a második világháború lezárása után azonnal elkezdődött hidegháború a nyugati szövetségesek részéről is komoly politikai és katonai erőfeszítésekkel járt. 1949-ben létrejött a NATO és az ötvenes évek közepére megérett az Nyugat-Németország felvétele is a nyugati katonai szövetségi rendszerbe. 1954 végén a szocialista országok képviselői értekezletet tartottak Moszkvában és egyhangúlag úgy döntöttek, hogy az NSZK NATO-csatlakozása esetén létrehozzák saját nemzetközi katonai szövetségi rendszerüket. Ennek megfelelően 1955 májusában Varsóban megkötötték a Varsói Szerződést. Létrehozták a szerződés hatálya alá rendelt fegyveres erőik Egyesített Parancsnokságát Konyev marsall vezetésével. Magyarország nyolc szárazföldi és két vadászrepülő-hadosztályt jelölt ki az egyesített fegyveres erők állományába.

## A magyar haderő és az 1956-os forradalom
1956 februárjában az SZKP XX. kongresszusa többek között szakított a harmadik világháború elkerülhetetlenségének dogmájával és hitet tett a különböző társadalmi berendezkedésű országok békés egymás mellett élésének politikája mellett. Hruscsov „titkos” beszéde, amelyben leleplezte Sztálin bűneit, köztük a Vörös Hadsereg parancsnoki állományának lefejezését a második világháború előestéjén, erjedési folyamatokat indított el szerte a „szocialista táborban”, de különösen Lengyelországban és Magyarországon. A szovjet vezetés azonban gyorsan felismerte, hogy a reformkövetelések messze túlmutatnak az általuk elképzelhetőnek tartott kereteken, ezért már 1956 nyarán katonai terveket kezdtek kidolgozni arra az esetre, ha szükségessé válna a „szocialista vívmányok” megvédése Magyarországon. A részletes tervet „Hullám” fedőnévvel Malasenko ezredes készítette el Andropov budapesti szovjet nagykövet és Tyihonov altábornagy, a Bata István honvédelmi miniszter mellett tevékenykedő szovjet katonai főtanácsadó irányításával. Ez a terv azonban még azzal számolt, hogy rendszerellenes megmozdulás esetén elsősorban a magyar államvédelmi szervek, a rendőrség, illetve szükség esetén a magyar hadsereg lépnek fel. A szovjet erők – a 2. és a 17. gárda-gépesítetthadosztály – a magyar erők támogatására a legfontosabb budapesti objektumok védelmére, valamint az osztrák határ lezárására vonulnának fel.
A magyarországi szovjet katonai vezetés már 1956 október elején számított a megmozdulások kibontakozására. Október 22-én már tudomásuk volt a másnapra tervezett nagy tüntetésről is. A legfelső magyar politikai vezetés is tudott a készen álló szovjet katonai tervekről, és Gerő Ernő – nem bízva a Magyar Néphadsereg határozott fellépésében – ezek ismeretében fordult a szovjet vezetéshez katonai segítséget kérve az „ellenforradalmi, fasiszta elemek” ellen. Hruscsov ezt azzal a feltétellel engedélyezte, hogy azt a magyar kormány, Hegedüs András miniszterelnök írásban is kéri. Gerő erre ígéretet tett. Október 23-án este 22 órakor a szovjet csapatok helyőrségeikből megindultak Budapest felé. A szovjet vezetés október 24-én a déli órákban úgy értékelte – reálisan – hogy addigra számos fontos objektum a felkelők kezébe került, a rendőrség dezorganizálódott, magyar hadsereg határozott parancsot nem kapott, sok katona és egyes egységek átálltak a felkelők oldalára. A fegyveres felkelők létszáma együttesen mintegy 2000 fő volt, leginkább a főváros VIII. és IX. kerületében tevékenykedtek. Gyors leküzdésükhöz a városi harcok körülményei között az addigra a fővárosba érkezett 6000 szovjet katona (290 harckocsival) kevés volt, ezért a szovjet hadvezetés egy sor más magasabb egységet riadóztatott Kárpátalján és Romániában is.
Október 28-án Nagy Imre új kormányt alakított és a háttérben folyó politikai egyeztetések eredményeképpen bejelentette a szovjet csapatok kivonását Budapestről, ami október 30-án 15 órakor megkezdődött és másnap a déli órákban befejeződött. Október 31-én azonban a szovjet vezetés konzultációkat kezdeményezett a Varsói Szerződés tagállamaival és a „szocialista tábor” más országaival, így Jugoszláviával és Kínával is. Ezek eredményeképpen arra döntésre jutott, hogy a magyar forradalmat le kell verni. Azonnal megindult tovább szovjet csapatok beáramlása az országba. November 1-én emiatt Nagy Imre felmondta a Varsói Szerződést és kinyilvánította Magyarország semlegességét. a kormány az ENSZ-hez fordult és a nyugati hatalmak segítségét is kérte, ez azonban az adott nemzetközi erőviszonyok között nem hozhatott eredményt.
A szovjet katonai vezetés új haditervet dolgozott ki a forradalom leverésére, ami a „Forgószél” nevet kapta. November 4-én hajnali négy órakor a szovjet erők megindították a támadást Budapest ellen, és a főváros környékén települt különböző felkelő erők egy részének ellenállását leküzdve elfoglalták a főváros stratégiai pontjait. Az egész országban összesen 17 szovjet hadosztály, 60 000 katonával vett részt a támadásban.
A szovjet csapatok a harcok során jelentős veszteségeket szenvedtek, 669 fő meghalt, 51 eltűnt, 1986 megsebesült. 30-35 főt ezen felül a saját parancsnokaik lőttek agyon a helyszínen fegyelmezési célból. A veszteségek zömét a szovjetek még októberben, a Budapestről történt kivonás előtt szenvedték el. Magyar részről a halottak száma – a felkelők mellett együtt a civil áldozatokkal – 2500 fő körül volt, közülük mintegy 2000 Budapesten.
A magyar hadsereg létszáma ebben az időben 120 000 fő volt, 700 harckocsival. A szovjetek jó előre elfogták a hadsereg vezetőit, élükön Maléter Pállal, november 4-i támadásukkor pedig azonnal bekerítették a hadsereg körleteit, ezért azok érdemi ellenállást nem tudtak kifejteni.
Konyev marsall 1956 november végén egy Magyarországon tartott szovjet parancsnoki értekezleten bejelentette, hogy az ide küldött szovjet csapatok többségéből megalakul a szovjet Déli Hadseregcsoportot.

## A szovjet katonai doktrína változásai, Magyarország szerepe
A hatvanas évek derekára a két világrendszer között az enyhülés időszaka kezdődött meg. Ettől függetlenül a szovjet katonai doktrína alapvetően megújult, elsősorban a nukleáris fegyverek alkalmazása tekintetében. Elkerülhetetlennek tartották ezek alkalmazását, mivel arra számítottak, hogy ha mégis kitör a háború és a nyugatiak annak a hagyományos fegyverekkel vívott szakaszában vereséget szenvednek, mindenképpen bevetik az atomfegyvert. Részletesen kidolgozták a hadászati terveket, bennük a „nyugatiak” és „keletiek” csapásainak sorrendjét, várható következményeit, a háború kimenetelével kapcsolatos várakozásokat. A harc lefolyására vonatkozóan az volt az alapvető elképzelés, hogy az ellenséges csoportosulásokat mindkét fél atomrakétákkal támadja majd, a támadó műveleteket pedig harckocsi-csoportosulások lendületes tevékenységével kell végrehajtani. Malinovszkij marsall szovjet honvédelmi miniszter katonai vezetők előtt elmondott beszédében 1961 májusában azt is elismerte, hogy nem látható előre, miképpen fognak viselkedni a csapatok és magasabb egységek egy atomcsapás elszenvedése után. Nagy a valószínűsége annak, hogy a túlélők demoralizálódnak és beszüntetik az aktivitást. Ez vonatkozik mindkét fél erőire. Ebben az esetben a győzelem vagy vereség közötti végső döntést a harcmezőn tevékenykedő megmaradt kisebb aktív osztagok fogják eldönteni.
Az elképzelések és tervek szerint a háború váratlan kirobbanása esetén a kisebb, nagy népsűrűségű országokban Nyugat-Európában, vagy Magyarországon, a korábbi háborúk elején szokásosan végrehajtott általános mozgósítás el is maradhat, mivel „nem lesz mit mozgósítani”. Ezért óriási jelentősége lett a váratlanság tényezőjének. Az a fél, amelyik váratlanul támad nukleáris rakétákkal, olyan előnyöket szerezhet, amelyek meghatározhatják a háború végső kimenetelét. Emiatt tovább nőtt a jelentősége a katonai felderítés és általában a hírszerzés szerepének. Grecsko marsall, a Varsói Szerződés egyesített fegyveres erőinek főparancsnoka szerint 1961-ben a NATO állományában 50 hadosztály, 38 hadműveleti-harcászati rakétaegység, 17 atom-tüzérosztály állt állandó harckészültségben. 1963-as hírszerzési adatok szerint az Egyesült Államok és a NATO összesen 501 rakétával (236 interkontinentális, 105 közepes hatótávolságú és 160 atomtengeralattjáróról indítható ballisztikus rakétával rendelkezett. A nukleáris robbanófejek összesített száma 1965-ben a nyugati oldalon mintegy 50 000 volt. A magyar katonai vezetés Olaszország és az NSZK irányából 110 atombombázó-repülőgép, 10-12 Matador és 3-5 Jupiter típusú rakéta Magyarország elleni alkalmazásával számolt.

### Hadgyakorlatok
1964-ben szovjet kezdeményezésre nagyszabású szovjet-magyar „hadijátékot” szerveztek, amelynek során modellezni kívánták egy következő háború kirobbanásának következményeit a „Délnyugati Front” térségében. A szovjet hadászati elképzelések szerint a Magyarországon állomásozó szovjet Déli Hadseregcsoport és a Magyar Néphadsereg célja ebben az esetben az eljutás Észak-Olaszországba, a Pó síkságára. A második lépcsőben a román hadsereg harcolt volna. A feltételezések körvonalazásában nehézséget okozott a semleges Ausztria, illetve a nem VSZ-tag Jugoszlávia helyzete. Ezen úgy tették túl magukat, hogy feltették: a világméretű ellenségeskedések kirobbanásakor Ausztria a NATO-hoz Jugoszlávia a VSZ-hez csatlakozna katonailag. A hadijáték kiinduló feltételezése volt, hogy a nyugati erők tömeges atomcsapást mérnek Magyarország és a Kárpát-medence stratégiai fontosságú pontjaira. Ennek ellenére az ellentámadás során a magyar 5. hadsereg a szovjet egységekkel karöltve, az erdő-hegyes terepen napi 50-60 kilométert előrehaladva összesen 14-16 nap alatt elérheti hadműveleti céljait, a Pó-síkság elfoglalását.
A 60-as években több hasonló nagyszabású hadijátékra és hadgyakorlatra került sor. Némelyik alkalmával nagyobb mennyiségben mozgattak az ország területén atomfegyvereket is.

## Atomfegyverek Magyarország területén
A hivatalos álláspont szerint Magyarország területén a hidegháború idején nem tároltak nukleáris fegyvereket. A rendszerváltás során azonban kiderült, hogy a megszálló szovjet haderő az 1960-as évek első felétől egészén 1989-ig jelentős mennyiségű atomfegyvert tárolt és mozgatott magyar területen. Erről csak  legfelső magyar vezetésnek, Kádár Jánosnak és szűk körének (beleértve a Magyar Néphadsereg felső vezetését) volt tudomása. Kádár 1961. június 10-én bejelentette a Magyar Szocialista Munkáspárt Központi Bizottságának ülésén, hogy Grecsko marsall, a Varsói Szerződés Egyesített Fegyveres Erőinek főparancsnoka jelezte: hamarosan felmerülhet, hogy a magyar hadsereget atomtöltetű rakétákkal látják el. A tényleges telepítésről azonban a későbbiekben a Központi Bizottság sem kapott tájékoztatást.
A Magyar Néphadsereg elvi szinten már 1955-től gyakorolta az atomfegyverek alkalmazását. 1963-ban egy gyakorlat értékelésében Czinege Lajos leírta, hogy „az atomfegyverek és az azokat célba juttató erők és eszközök alkalmazásában némi javulás mutatkozik”. A magyar katonák azonban nem rendelkeztek atomfegyverrel, a gyakorlatokon azt feltételezték, hogy azokat a szovjet csapatoktól fogják megkapni megfelelő átadási pontokon.
1963-ban kezdték el az R11-es középtávú rakétarendszereket (NATO kódjelük Scud volt) két változatban szolgálatba állítani a magyar hadseregben, az egyiket 30, a másikat 170 kilométeres hatótávolsággal. Csekély pontosságuk miatt ezeknek a rakétáknak az észszerű katonai felhasználása csak nukleáris töltettel volt elképzelhető, bár a rövidebb hatótávúhoz a szovjetek hagyományos robbanófejeket is szállítottak. Nagykanizsán, Tatán, Tapolcán, Szentesen és Jászberényben állítottak fel harcászati rakétatüzér osztályt. Tapolcára egy rakétadandárt telepítettek a hosszabb távú rakétáknak, Kaposvárott pedig mozgó rakétatechnikai bázist hoztak létre. 1964-ben a rakétarendszerek elérték a készenléti szintet. A nukleáris robbanófejeket azonban háború esetén a szovjetek szállították volna a rakétákhoz, hat óra alatt. Nem világos, hogy ekkoriban már voltak-e ilyen robbanófejek magyar területen, vagy szovjet határon túlról szállították volna át azokat. 1967–1968-ban a szovjetek felépítették a nagyméretű Nagyvázsony-Tótvázsonyi atomraktárat a rakétákhoz rendelt nukleáris robbanófejek számára.
Nukleáris fegyvereket tároltak a kunmadarasi repülőtéren is. Itt a hatvanas évek derekán mintegy tizennégy repülőgép volt felkészítve atombombák hordozására, így szakértői becslések szerint itt 25–30 taktikai atomfegyvert tárolhattak. Ezeket ütemidejük lejártával rendszeresen cserélték, pótolták.
A további magyarországi egykori szovjet repülőtereken (Sármellék, Tököl, Kiskunlacháza, Debrecen) kivétel nélkül megtalálható volt az atomfegyver tárolására kialakított úgynevezett Gránit objektum.
1988 decemberében Németh Miklós hivatalba lépő új miniszterelnököt Kárpáti Ferenc honvédelmi miniszter tájékoztatta a magyarországi szovjet atomfegyverekről. Németh Miklós aztán moszkvai tárgyalásain kérte Gorbacsovtól ezek eltávolítását Magyarország területéről. Gorbacsov 1989 szeptemberében megüzente, hogy a kérésnek eleget tett, és nincs már szovjet nukleáris fegyver az országban.

## A nemzetközi katonapolitikai és stratégiai helyzet az 1980-as évek végén
Szűcs Ferenc altábornagy, az MNVK 2. Csoportfőnökségének (felderítés) vezetője 1987-ben átfogó előadásban értékelte a magyar katonai vezetők számára a nemzetközi katonapolitikai helyzetet. Megállapította, hogy a mindkét fél által felhalmozott 30-50000 nukleáris robbanófej, különösen Csernobil fényében, sokszorosan felülmúlja a katonai szükségleteket. A nukleáris elrettentés, azaz a MAD-doktrína teljes mértékben érvényesült, ugyanakkor el is érte lehetőségei végső határát. A telítettség miatt a hadügy nyugaton is új utakat keres. A kozmikus hadszíntér és a tudományos-technikai fejlesztés mellett megkezdődik a hagyományos fegyverrendszerek reneszánsza. Ismertette, hogy a hírszerzés értékelése szerint időarányosan halad az Egyesült Államok és a NATO korábban elfogadott 1978-1995-ös távlati fejlesztési tervének végrehajtása a hagyományos fegyverrendszerek 80%-ának felújítására.
A kozmikus hadszíntérre vonatkozó csillagháborús tervek, hivatalos nevén a stratégiai védelmi kezdeményezés (Strategic Defense Initiative, SDI) végrehajtásával Szűcs altábornagy értékelése szerint a nyugati fél a döntő stratégiai erőfölény elérését célozza, biztosítani kívánja a VSZ erőire mérhető, büntetlen stratégiai első csapás lehetőségét. Ez a program a fegyverkezési verseny olyan új fokát jelenti, ami a gazdasági megterhelés fokozásával a szocialista országokban társadalmi és szociális feszültségeket gerjeszt.
A nyugati katonai doktrína fejlesztésének másik iránya a rugalmas reagálás elvének továbbfejlesztése. Ennek jegyében telepítették Nyugat-Európába a Pershing II rakétákat és a szárnyasrakétákat, amelyeket a keleti céljaiktól mindössze 4-10 perces repülési távolságra helyeztek el. Ezzel lehetővé vált egy európai szovjet támadásra olyan, a központi szovjet területeket érintő nukleáris ellencsapás, ami nem az Egyesült Államok területéről, stratégiai rakétákkal történik.

## Kapcsolódó szócikk
- Magyar Néphadsereg
- Nagyvázsony-Tótvázsonyi atomraktár